# German Jazz Award
Der German Jazz Award ist eine Auszeichnung, die in Deutschland seit 1992 vom Bundesverband Musikindustrie an Musiker für den Absatz von Jazztonträgern (Singles und Alben) vergeben wird. Voraussetzung für die Verleihung der Auszeichnung ist wie bei der Goldenen Schallplatte der Verkauf einer Mindestanzahl von Tonträgern im Inland; dies sind für diesen Award in Gold 10.000 Tonträger. Für mehr als 20.000 verkaufte Exemplare wird der German Jazz Award in Platin verliehen.
Abgesehen von Norah Jones und Jamie Cullum verkauften sich im längeren Trend in Deutschland Alben von Diana Krall und Till Brönner am besten, gefolgt von Cassandra Wilson und Pat Metheny. Allerdings erreichen nicht mehr als zehn bis zwanzig Tonträger jährlich einen Jazz Award.